# How Far to Asgaard
A How Far to Asgaard a feröeri Týr zenekar első albuma. 2002 januárjában jelent meg. Az albumon Pól Arni Holm énekelt, a jelenlegi gitáros-énekes Heri Joensen még csak gitározott, és a számok szövegeit írta. Az egyetlen kivétel az Ormurin langi, amely az első feröeri nyelven író költő, Jens Christian Djurhuus balladája.
Asgaard vagy Asgard az istenek lakhelye a skandináv mitológia szerint.
Az eredetileg a feröeri Tutl lemezkiadónál megjelent albumot 2008. október 2-án a Napalm Records újra kiadta az eredetitől eltérő lemezborítóval, és a számlistát kibővítve az együttes 2002-es Ólavur Riddararós című kislemezének dalaival.

## Az album dalai
1. Hail to the Hammer – 4:34
2. Excavation – 6:42
3. The Rune – 6:42
4. Ten Wild Dogs – 6:51
5. God of War – 7:08
6. Sand in the Wind – 6:24
7. Ormurin langi – 5:50
8. How Far to Asgaard – 9:00
9. Ólavur Riddararós (bónusz dal, 2008) – 4:36
10. Stýrisvølurin / Nornagest Ríma (bónusz dal, 2008) – 20:14

## Közreműködők
- Pól Arni Holm – ének
- Heri Joensen – gitár
- Gunnar H. Thomsen – basszusgitár
- Kári Streymoy – dob

## Külső hivatkozások
- Hivatalos honlap
- dalszövegek